# MixCloud
MixCloud – społeczność internetowa dla artystów tworzących i dystrybuujących audycje radiowe, mikstejpy i podkasty. Serwis był notowany w rankingu Alexa na miejscu 2711 (maj 2020).